# Remetea-Luncă, Timiș
Remetea-Luncă, mai demult Remetea Lungă, (în maghiară Hosszúremete, în trad. "Remetea Lungă") este un sat în comuna Mănăștiur din județul Timiș, Banat, România. Este așezată pe valea unui pârâu. Face parte din comuna Mănăștur. Are un peisaj foarte pitoresc regăsindu-se păduri, dealuri, lunci, etc.